# 두응룡
두응룡( 杜應龍, 생몰년도미상)은 고려무인정권시기(1170~1270)의 장군이다. 본관은 두릉(杜陵))이고, 만경현(현 김제시) 만경읍에서 출생하였다.

## 생애
두응룡(杜應龍)장군은 두릉두씨 7세조로 본관(本貫)이 두릉(杜陵)이며 전주 만경현 사람이다. 고려 명종(明宗 ) 때 김보당 난과 서경유수 조위총난을 평정하고 공으로 삼한후 벽상공신에 봉해진 문하시중 두경승장군의 조카로 두경승장군의 친형인 6세조 두경길(杜景吉)공의 아들이다. 두릉두씨 시조 두경녕 공의 7세손이며, 원종공신 대호군 두수총공의 현손(玄孫)이고, 평장사(平章事)을 지낸 두방공의 손자이다. 고려 명종조에 정4품 무관직인 장군을 역임하였다. 고려시대 장군은 위로는 상장군과 대장군을 보좌하는 위치에 있었지만, 2군6위의 각 영에 1명씩 편성되어 각 영을 실질적으로 통솔하였다. 『고려사』 및 『고려사절요』등 우리나라 정사에 기록된 고려조 인물이다. 최충헌이 독재체제수립과정에서 중서령 두경승장군보다 먼저 제거되었으며,  당시 왕이었던 명종에 충성심이 강하고 군부에 실세이었던 두경승공을 제거하기 위해 장군의 조카인 공을 사전에 숙청한 것으로 역사에 기록되어 있다. 『고려사절요 권13 』에 “1196년 명종(明宗) 26년 4월에 장군(將軍) 두응룡(杜應龍)· 권식(權湜)를 남쪽 변방으로 유배하였다.”라고 기록되어 있다. 최충헌은 이의민 서력을 제거한 이후에도 자신의 정권유지에 유협이 될 무인들은 꾸준히 척결했다. 그는 두경승의 사위 유삼백(柳森柏)과 조카 두응룡 장군을 먼저 제거 했다. 1196년 4월 최충헌(崔忠獻:1149∼1219)이의민을 제거하고 정군을 장악하는 사건이 벌어졌다. 무신정권 최고 권력자가 바뀌는 순간에도 두경승은 여전히 그의 자리를 지키고 있었다. 최충헌이 이의민을 제거할 때, 두경승은 동조내지는 묵인했던 것으로 보인다. 최충헌은 두경승의 사돈인 유득의(柳得義)을 권지이부상서(權知吏部尙書)로 삼았다. 이는 집권시 정4품 섭장군(攝將軍)에 불과 했던 최충헌이 재상인 두경승을  다분히 의식한 결과라고 할 수 있다.두경승은 그 해 11월 중서령(中書令,종1품)에 올라서 여전히 건재를 과시했다. 그런데 최충헌과 그의 아우 최충수(崔忠粹,?∼1197)는 이미 66세에 달한  명종을 폐위시키고  새로운 정치를 도모하고자 했다. 1196년 8월에 왕의 행차가 광화문으로 들어 가려고 할 때, 최충수가 사람을 보내 구경꾼을 나오지 못하게 하였다. 그러자 행차를 보려던 사람들이 물러나 피하다가 태자의 의장에 부딪혔고, 이를 오해한 사람들이 왕의 수레에 변고가 났다고 유허비어를 퍼뜨려 왕의 수레를 호송하던 백관들이 사랑으로 흩어지고 길가의 구경꾼들도 서로 짓밟히는 혼란이 벌어졌다. 이때 유독 시중인 두경승만이 고삐를 쥐고 여느때와같이 행동하며 왕의 수레를 지키고 있었다. 이사건은 당시 왕의 행차 주변에 군대를 배치하고 지휘했던 최충수가 왕을 시해하기 위해 시도한 행동이었을 가능성이 크다. 반면 두경승은 왕과 태자를 보호하려는 임무을 소홀히 하지 않았다.명종의 폐위를 노린 최충헌 세력의 입장에서는 두경승은 부담스럽고 제거해야 할 존재였다. 최충헌은 이의민 서력을 제거한 이후에도 자신의 정권유지에 유협이 될 무인들은 꾸준히 척결했다.  당시 왕이었던 명종에 충성심이 강하고 군부에 실세이었던 두경승공을 제거하기 위해 장군의 조카인 공을 사전에 숙청한 것으로 『고려사절요 』등 사료에 기록되어 있다. 

## 가족 관계
고려 명종조 문하시중 두경승장군의 조카로 두경승장군의 친형인 6세조 두경길(杜景吉)공의 아들이다. 공은 송나라 병부상서를 지낸 두릉두씨 시조 두경녕(杜慶寧) 공의 7세손이며, 원종공신(原從功臣) 대호군을 지낸 두수총(杜遂寵)공의 현손(玄孫)이고, 두경승공의 선친이자 문하시랑평장사(門下侍郞平章事: 정2품)을 지낸 두방(杜邦)공의 손자이다. 두응룡(杜應龍) 장군의 가문(家門)연원은 두릉두씨(杜陵杜氏)의 족보와 중앙일보사(中央日報社)에서 발행한 『성씨의 고향(姓氏의 故鄕)』과 『한국인의 족보(韓國人의 族譜)』등의 문헌에 따르면, 시조(始祖) 두경녕은 중국 송(宋)나라의 두릉인(杜陵人)인데 송의 태종(太宗) 때에 병부상서(兵部尙書)의 자리에 있었는데, 당시 그는 진종(眞倧)의 옹립은 반대하다가 실패하여 소주자사(蘇州刺史)로 죄천되자, 이에 아들인 중서사인(中書舍人) 두지건(杜之建)과 우습유(右拾遺) 두지봉(杜之逢) 형제를 데리고  정처없이 배를 타고 가다가 풍랑을 만나, 1004년(목종 7)우리나라의 궁지현(宮池縣：지금의 전라북도 김제군 만경읍,만경현(萬頃縣)에 있는 궁지도(宮池島)라는 지금의 고군산도(古群山島)에 표착하게 고려에 귀화하였다[10,11]. 당시 고려의 조정에서는 이 사실의 알고 목종(穆宗)이 두경녕에게 좌사관(左史官)이란 벼슬을 내리고 궁지현(宮池縣)를 식읍으로 하사하고 두릉군(杜陵君)에 봉했다.[1,2]. 

## 역사속에 기록된 두응룡장군
『고려왕조실록,20대신종 실록』2. 60년 장기집권의 기반을 닦은 최충헌
승세를 굳힌 최충헌은 곧참지정사 이인성을 비롯한 36명의 관료를 체포하여 인은관에 가두었다가 살해하였으며, 최광원,두응룡등 무신들은 변방으로 귀향보냈다. 이로써 정권을 장악한 최충헌은 명종에게 ‘봉사10조’를 올려 국정전반을 개혁한다고 주장한다. 또한 명종을 몰아내고 평양공 왕민을 왕으로 세워 왕권까지 완전히 장악한다.
『고려사』 129권 열전 42
최충헌은 또 판위위사(判衛尉事) 최광원(崔光遠), 소경 권신(權信), 장군 권식(權湜) 두응룡(杜應龍), 낭장 최비(崔斐)를 남녘 변방으로 귀양 보냈다.
『9000년 한민족사』고려 19대 명종(明宗) 자위28년(1170∼1197)
1196년(명종26 4월). 최충헌이 상장군 주광미(周光美)와 대장군 (金愈信) 권연(權衍)등을 죽이고 판위위사(判衛慰事) 최광원(崔光遠), 소경(少卿) 권신(權信), 장군 권식(權湜),두응룡(杜應龍), 낭장(郎將) 최비(崔斐)를 남쪽 변방(邊方)으로 귀양보내졌다.
『위키백과』무인집권, 崔忠獻 (1149 1219) 2018년 5월
1174년(명종 4) 조위총(趙位寵)의 난을 평정할 때 용명(勇明)이 있어 별도초령(別抄都令)에 등용, 뒤에 섭장군(攝將軍)이 되었다. 1196년(명종 26) 아우 충수(忠粹)와 이지영(李至榮：李義旼의 아들)과의 사감(私憾)이 동기가 되어 충수의 권유로 먼저 당시 정권을 잡고 있던 이의민(李義旼)을 미타산(彌陀山)에 있는 그의 별장(別莊)을 습격하여 죽인 뒤에 그 머리를 저자에 효수(梟首)케 하는 한편 군사를 모아 이의민의 아들 지순(至純)·지광(至光)이 거느린 가병(家兵)을 물리치고는 명종을 움직여 이의민의 삼족(三族)과 그 일당을 모조리 잡아 죽였다. 그의 숙청 공작은 자못 철저하여 평장사(平章使) 권절평(權節平)·손석(孫碩)·대장군(大將軍) 이경유(李景儒) 등과 참지정사(參知政使) 이인성(李仁成)·상장군(上將軍) 강제(康濟) 등 36명이 딴 뜻을 품고 있다 하여 전후해서 모두 잡아 죽였고, 또 판위위사(判衛尉使) 최광원(崔光遠)·소경(小卿) 권신(權信)·장군(將軍) 권식(權湜)·두응룡(杜應龍) 등을 귀양보냈다.  같이 그의 정적(政敵)을 제거한 뒤에 명종에게 10조목의 봉사(奉事)를 올려 폐정(弊政)의 시정과 함께 임금의 반성(反省)을 촉구하였다.
『고려사』 27. 최씨 무신정권 2
명종 26년이던 1196년, 당시 전횡을 일삼고 있던 세도가 이의민의 아들 이지영이 최충헌의 동생 최충수의 집 비둘기를 빼앗아 가자 이에 격분한 최충헌과 최충수는 곧 사병들을 일으켜 이의민과 그 아들들을 모조리 제거하는 데 성공하였다. 
이의민을 제거하는 데 성공한 최충헌은 명종에게 이의민이 역심을 품고 왕위를 노려 자신이 직접 제거하였다고 보고하는 한편, 자신의 수하 이경유등과 함께 이의민의 남은 무리들을 몰아내는 데 주력한다. 이 과정에서 상장군으로 있던 길인은 최충헌의 이러한 행위에 강력히 반발하여 측근인 유광, 박공습이라는 인물들과 함께 군대를 모아 최충헌에게 대항하였다. 하지만 최충헌의 군대가 화공을 사용하여 공격하려 하자 이들은 지레 겁을 먹고 달아났으며 이에 길인은 저항다운 저항 한번 해 보지 못한 채 허무하게 무너지고 말았다.

## 평가
두응룡(杜應龍) 장군 두릉두씨 7세조로 본관(本貫)이 두릉(杜陵)이며 전주 만경현 사람이다. 고려 명종(明宗 ) 때 김보당 난과 서경유수 조위총난을 평정하고 공으로 삼한후 벽상공신에 봉해진 문하시중 두경승장군의 조카로 두경승장군의 친형인 6세조 두경길(杜景吉)공의 아들이다.  고려 명종조에 정4품 무관직인 장군을 역임하였다. 『고려사절요 권13 』에 “1196년 명종(明宗) 26년 4월에 장군(將軍) 두응룡(杜應龍)· 권식(權湜)를 남쪽 변방으로 유배하였다.”라고 기록되어 있다. 최충헌은 이의민 서력을 제거한 이후에도 자신의 정권유지에 유협이 될 무인들은 꾸준히 척결했다. 그는 두경승의 사위 유삼백(柳森柏)과 조카 두응룡 장군을 먼저 제거 했다. 1196년 4월 최충헌(崔忠獻:1149∼1219)이의민을 제거하고 정군을 장악하는 사건이 벌어졌다. 무신정권 최고 권력자가 바뀌는 순간에도 두경승은 여전히 그의 자리를 지키고 있었다. 따라서 두경승장군을 제거하기 위해서 장군의 조카인 두응룡장군을 먼저 숙청한 것으로 역사는 평가하고 있다. 
두응룡장군은 두경승장군과 함께 최충헌의 명종인 왕의 폐위와 독재체제에 저항한 고려의 충신이다. 

## 참고 문헌
- 『고려사』 27. 최씨 무신정권 2
- 『고려사』열전13 - 두경승(杜景升)
- 『고려사』129권 열전 42
- 『고려사절요』권13
- 60년 장기집권의 기반을 닦은 최충헌『고려왕조실록,20대 신종실록』
- 이의민의 유일한 경쟁자, 두경승『인물한국사』 2008
- 『9000년 한민족사』고려 19대 명종(明宗) 재위:28년(1170∼1197) 2018.
- 『국사대사전 』이홍직 2008
- 위키백과』무인집권, 崔忠獻 (1149 1219) 2018년
- 『한국민족문화대백과』한국학중앙연구원, 1966
- 『신증동국여지승람』만경현편
- 『전라 문화의 맥과 전북 인물』 전북 대학교 전라 문화 연구소, 1990
- 『杜陵杜氏 世譜』1898년(戊戌)
- 『杜陵杜氏 世譜』1986년(丙寅)